# Iwona Waligóra
Iwona Waligóra est une joueuse de volley-ball polonaise née le 9 janvier 1985. Elle mesure 1,85 m et joue au poste de réceptionneuse-attaquante. 

## Clubs
| Club                    | De        | À         |
| ----------------------- | --------- | --------- |
| KPSK Stal Mielec        | 2006-2007 | 2006-2007 |
| BKS Stal Bielsko-Biała  | 2007-2008 | 2010-2011 |
| CS Dinamo Bucarest      | 2011-2012 | 2011-2012 |
| Dauphines Charleroi     | 2012-2012 | 2012-2012 |
| Khara Morin Oulan Oude  | 2012-2012 | 2012-2012 |
| Hapoël Ironi Kiryat Ata | 2012-2013 | 2012-2013 |
| Hapoël Kfar Saba        | 2013-2014 | 2013-2014 |
| Raanana VC              | 2014-2015 | …         |

## Palmarès
- Championnat de Pologne
  - Vainqueur : 2010.
  - Finaliste : 2009.
- Coupe de Pologne
  - Vainqueur : 2009.
  - Finaliste : 2011.
- Supercoupe de Pologne
  - Vainqueur : 2010.
  - Finaliste : 2009.
- Coupe de Belgique
  - Vainqueur : 2012.
- Championnat d'Israël
  - Vainqueur : 2013.
- Coupe d'Israël
  - Vainqueur : 2013.